# 致命的快感
《致命的快感》（英語：The Quick and The Dead）即依據美國作家傑克·寇帝斯（Jack Curtis）所撰寫的小說《致命的快感》為基礎，再進行改編的電影作品。另外，本片也是早期在美國知名度不高的羅素·克洛經莎朗·史東的邀請下，正式前往好萊塢發展的首部作品。

## 概述
故事劇情簡單明瞭，主要講述一名與旁人格格不入的神秘女子，想藉由比賽來達成為父報仇目的。整個舞臺則設定在美國墾荒時代裏，搭配獨有的西部式美學風格，呈現當時與奸惡對抗的原始西部生活。

## 劇情簡介
美國西部的一處小鎮上，有位無惡不作的惡霸伊洛。他為鞏固自己的勢力，企圖以巨額獎金為誘餌，舉辦一個決鬥比賽，讓各路豪傑互相殘殺，藉此良機剷除勁敵。雖然，小鎮居民並不太認同此行為，但在沒什麼娛樂的環境之下，仍然期待著比賽。
各地豪傑從四面八方前來比賽，但當中的一位神秘女槍手，最引起伊洛的注意。背負父仇的神秘女槍手一心想殺死伊洛，卻始終找不到合適的機會。伊洛的兒子一向與父親不和，他為證明自己的能力，決定參加槍賽。但是，他卻愛上了神秘女槍手，這使得父子之間的衝突變得更為激烈。
看似有如命運的安排之下，將所有人糾結在一起......

## 備註
1. ↑  1995年台灣票房 的存檔，存档日期2010-02-13.，〈台灣電影資料庫〉

## 外部連結
- 互联网电影数据库（IMDb）上《致命的快感》的资料（英文）
- AllMovie上《致命的快感》的资料（英文）
- Box Office Mojo上《致命的快感》的資料（英文）
- 爛番茄上《致命的快感》的資料（英文）
- Metacritic上《致命的快感》的資料（英文）